# Sara Jemai
Sara Jemai (Gavardo, 12 aprile 1992) è una giavellottista italiana.
Vanta 10 titoli italiani assoluti; ha inoltre vinto 10 titoli giovanili, compreso uno di prove multiple.

## Biografia

### L'incontro "casuale" con l'atletica
Di madre polacca e padre tunisino, prima di iniziare con l'atletica leggera, ha praticato la pallavolo e poi per un certo periodo anche insieme
Ha incontrato per caso l'atletica iniziando a lanciare in terza media nel 2005 ai campionati scolastici prima una pallina da tennis e poi, sempre all'età di 13 anni (categoria Ragazze), il vortex: infatti è capitato che dopo una gara del lancio del vortex ai Giochi della Gioventù delle scuole medie e grazie ad un risultato che riuscì ad attirare l'attenzione di un dirigente, lì nelle vesti di giudice, ha iniziato a frequentare la squadra di Atletica del suo paese.
Ora fa parte della squadra di atletica leggera del Centro Sportivo Esercito.
Non ha disputato i campionati italiani cadette nel biennio 2006-2007.

### 2008-2009: prima medaglia agli italiani giovanili, l'esordio agli assoluti e l'argento di Mondiali studenteschi
Nel 2008 gareggia ai campionati italiani allieve di prove multiple finendo al 17º posto e poi vince l'argento agli italiani allieve.
Era iscritta agli italiani allieve invernali di lanci del 2009, ma non ha gareggiato.
Esordio agli assoluti col decimo posto finale, 14º posto agli italiani allieve di prove multiple e medaglia di bronzo ai nazionali allieve.
Aveva ottenuto in ritardo il minimo per i Mondiali allievi di Bressanone, conquistando però l'argento al debutto internazionale nella Coppa “Jean Humbert” a Tallinn in Estonia valevole come Mondiali studenteschi organizzati dall'International School Sport Federation.

### 2010-2013: le prime medaglie agli italiani giovanili, gli europei giovanili, l'esordio in Nazionale assoluta e il primo titolo italiano assoluto
Tre piazzamenti ed un titolo ai campionati italiani nel 2010: quinta agli invernali di lanci juniores, quarta nelle prove multiple juniores, oro nel tiro del giavellotto juniores e sesta agli assoluti.
Ottava posizione agli italiani juniores di prove multiple indoor nel 2011 e titolo nazionale juniores agli invernali di lanci.
Bronzo nelle prove multiple juniores, oro nel tiro del giavellotto juniores e sesta agli assoluti nel giavellotto.
Niente finale agli Europei juniores di Tallinn in Estonia.
2012, quarto posto agli italiani promesse di prove multiple indoor; medaglia d'oro agli invernali di lanci tra le promesse e quinta posizione assoluta.

Durante la stagione estiva invece, è stata vicecampionessa nelle prove multiple ai nazionali universitari, quarta agli italiani di prove multiple promesse, oro nel tiro del giavellotto promesse ed vicecampionessa agli italiani assoluti.
Nel 2013 quarta agli italiani promesse di prove multiple indoor; oro agli invernali di lanci categoria promesse ed argento a livello assoluto.

Quindi tre titoli italiani: prove multiple e tiro del giavellotto ai nazionali promesse; il primo titolo italiano assoluto nel tiro del giavellotto.
Nel marzo del 2013 esordisce nella Nazionale assoluta gareggiando a Castellón in Spagna nella Coppa Europa invernale di lanci e finendo al 16º posto. Poi nel mese di giugno a Gateshead in Gran Bretagna agli Europei a squadre termina al 12º posto.
Nona agli Europei under 23 di Tampere in Finlandia.

### 2014-2016: la tripletta di titoli assoluti e il bronzo ai Giochi del Mediterraneo under 23
En plein di titoli italiani nel tiro del giavellotto durante il 2014: invernali di lancio assoluti e promesse più tiro de giavellotto ai nazionali promesse ed agli assoluti. Inoltre doppio bronzo agli italiani promesse di prove multiple sia indoor che outdoor.
Decima nella Coppa Europa invernale di lanci a Leiria in Portogallo. Medaglia di bronzo ai Giochi del Mediterraneo under 23 ad Aubagne in Francia. 
All'Europeo per nazioni in Germania a Braunschweig conclude in nona posizione.
Assente agli italiani di prove multiple 2015 e medaglia d'argento agli invernali di lanci.
Decima posizione nella Coppa Europa invernale di lanci invernali in Portogallo a Leiria e quarta agli Europei a squadre di Čeboksary (Russia).
Terzo titolo di fila agli assoluti e decima posizione alle Universiadi coreane di Gwangju.
Il 20 febbraio del 2016 a Lucca vince, per la seconda volta in carriera, il titolo italiano invernale di lanci.

## Progressione

### Lancio del giavellotto
| Stagione | Misura  | Luogo         | Data      | Rank. Mond. |
| -------- | ------- | ------------- | --------- | ----------- |
| 2015     | 57,20 m | Busto Arsizio | 28-6-2015 |             |
| 2014     | 56,55 m | Padova        | 6-7-2014  | 78ª         |
| 2013     | 55,35 m | Rieti         | 14-6-2013 | 97ª         |
| 2012     | 52,43 m | Chiari        | 24-6-2012 |             |
| 2011     | 50,98 m | Macerata      | 29-5-2011 |             |
| 2010     | 48,39 m | Grosseto      | 1-7-2010  |             |
| 2009     | 45,95 m | Tallinn       | 27-6-2009 |             |
| 2008     | 42,91 m | Chiuro        | 14-6-2008 |             |

## Palmarès
| Anno | Manifestazione        | Sede    | Evento                 | Risultato | Prestazione | Note  |
| ---- | --------------------- | ------- | ---------------------- | --------- | ----------- | ----- |
| 2011 | Europei juniores      | Tallinn | Lancio del giavellotto | 16ª       | 48,41 m     | [ 5 ] |
| 2013 | Europei under 23      | Tampere | Lancio del giavellotto | 9ª        | 50,65 m     | [ 6 ] |
| 2014 | Mediterranei under 23 | Aubagne | Lancio del giavellotto | Bronzo    | 51,57 m     | [ 7 ] |
| 2015 | Universiadi           | Gwangju | Lancio del giavellotto | 10ª       | 52,67 m     | [ 8 ] |

## Campionati nazionali
- 4 volte campionessa assoluta nel lancio del giavellotto (2013, 2014, 2015, 2018)
- 3 volte campionessa assoluta invernale nel lancio del giavellotto (2014, 2016, 2018)
- 2 volte campionessa promesse nel lancio del giavellotto (2012, 2013)
- 1 volta campionessa promesse nel lancio del giavellotto (2014)
- 1 volta campionessa promesse di eptathlon (2013)
- 3 volte campionessa promesse invernale nel lancio del giavellotto (2012, 2013, 2014)
- 1 volta campionessa juniores invernale nel lancio del giavellotto (2011)
- 2 volte campionessa juniores nel lancio del giavellotto (2010, 2011)

2008
- 17ª ai Campionati allievi e allieve di prove multiple, (Chiari), esathlon - 3.017 punti[9]
- Argento ai Campionati italiani allievi e allieve, (Rieti), lancio del giavellotto - 41,56 m[10]

2009
- 10ª ai Campionati italiani assoluti, (Milano), lancio del giavellotto - 42,81 m[11]
- 14ª ai Campionati allievi e allieve di prove multiple, (Busto Arsizio), esathlon - 2.775 punti[12]
- Bronzo ai Campionati italiani allievi e allieve, (Grosseto), lancio del giavellotto - 41,35 m[13]

2010
- 5ª ai Campionati italiani invernali di lanci assoluti e giovanili, (San Benedetto del Tronto), lancio del giavellotto - 42,97 m[14]
- 4ª ai Campionati italiani juniores e promesse di prove multiple, (Cercola), eptathlon - 4.211 punti[15]
- Oro ai Campionati italiani juniores e promesse, (Pescara), lancio del giavellotto - 48,04 m[16]
- 6ª ai Campionati italiani assoluti, (Grosseto), lancio del giavellotto - 48,39 m[17]

2011
- 8ª ai Campionati italiani di prove multiple indoor, (Ancona), pentathlon - 2.846 punti[18]
- Oro ai Campionati italiani invernali di lanci assoluti, promesse e giovanili, (Viterbo), lancio del giavellotto - 47,83 m[19]
- Bronzo ai Campionati italiani juniores e promesse di prove multiple, (Macerata),eptathlon - 4.511 punti[20]
- Oro ai Campionati italiani juniores e promesse, (Bressanone), lancio del giavellotto - 46,94 m[21]
- 6ª ai Campionati italiani assoluti, (Torino), lancio del giavellotto - 48,69 m[22]

2012
- 4ª ai Campionati italiani di prove multiple indoor, (Ancona), pentathlon - 2.926 punti[23]
- 5ª ai Campionati italiani invernali di lanci assoluti e promesse, (Lucca), lancio del giavellotto - 48,86 m[24]
- Oro ai Campionati italiani invernali di lanci assoluti e promesse, (Lucca), lancio del giavellotto - 48,86 m[25]
- Argento ai Campionati nazionali universitari, (Messina), pentathlon - 3.160 punti[26]
- 4ª ai Campionati italiani juniores e promesse di prove multiple, (Novara), eptathlon - 4.542 punti[27]
- Oro ai Campionati italiani juniores e promesse, (Misano Adriatico), lancio del giavellotto - 46,98 m[28]
- Argento ai Campionati italiani assoluti, (Bressanone), lancio del giavellotto - 49,26 m[29]

2013
- 4ª ai Campionati italiani di prove multiple indoor, (Ancona), pentathlon - 3.347 punti[30]
- Argento ai Campionati italiani invernali di lanci assoluti, promesse e giovanili, (Lucca), lancio del giavellotto - 51,77 m[31]
- Oro ai Campionati italiani invernali di lanci assoluti, promesse e giovanili, (Lucca), lancio del giavellotto - 51,77 m[32]
- Oro ai Campionati italiani juniores e promesse di prove multiple, (Busto Arsizio), eptathlon - 5.017 punti[33]
- Oro ai Campionati italiani juniores e promesse, (Rieti), lancio del giavellotto - 55,35 m[34]
- Oro ai Campionati italiani assoluti, (Milano), lancio del giavellotto - 53,45 m[35]

2014
- Bronzo ai Campionati italiani di prove multiple indoor, (Padova), pentathlon - 3.385 punti[36]
- Oro ai Campionati italiani invernali di lanci assoluti, promesse e giovanili, (Lucca), lancio del giavellotto - 52,92 m[37]
- Oro ai Campionati italiani invernali di lanci assoluti, promesse e giovanili, (Lucca), lancio del giavellotto - 52,92 m[38]
- Bronzo ai Campionati italiani juniores e promesse di prove multiple, (Lana), eptathlon - 4.684 punti[39]
- Oro ai Campionati italiani juniores e promesse, (Torino), lancio del giavellotto - 53,31 m[40]
- Oro ai Campionati italiani assoluti, (Rovereto), lancio del giavellotto - 53,85 m[41]

2015
- Argento ai Campionati italiani invernali di lanci assoluti, promesse e giovanili, (Lucca), lancio del giavellotto - 51,21 m[42]
- Oro ai Campionati italiani assoluti (Torino), lancio del giavellotto - 56,39 m[43]

2016
- Oro ai Campionati italiani invernali di lanci, (Lucca), lancio del giavellotto - 52,20 m[44]

2019
- Bronzo ai campionati italiani assoluti, lancio del giavellotto - 57,80 m

2020
- Argento ai campionati italiani assoluti, lancio del giavellotto - 55,14 m

2022
- Argento ai campionati italiani assoluti, lancio del giavellotto - 56,86 m

## Altre competizioni internazionali
2009
- Argento ai Mondiali studenteschi, ( Tallinn), lancio del giavellotto - 45,95 m[45]

2013
- 16ª in Coppa Europa invernale di lanci, ( Castellón), lancio del giavellotto - 52,46 m (5ª categoria under 23)[6]
- 12ª agli Europei a squadre, ( Gateshead), lancio del giavellotto - 48,58 m[6]

2014
- 10ª in Coppa Europa invernale di lanci, ( Leiria), lancio del giavellotto - 50,81 m[46]
- 9ª agli Europei a squadre, ( Braunschweig), lancio del giavellotto - 52,06 m[47]
- 11ª al Golden Gala,  Roma), lancio del giavellotto - 53,20 m[48]

2015
- 10ª in Coppa Europa invernale di lanci, ( Leiria), lancio del giavellotto - 55,54 m[49]
- 4ª agli Europei a squadre, ( Čeboksary), lancio del giavellotto - 54,86 m[50]